# 吉原健一郎
吉原 健一郎（よしはら けんいちろう、1938年8月1日 - 2012年3月22日）は、日本の歴史学者。成城大学名誉教授。専門は日本近世史、文化史。

## 経歴
1938年に東京府で出生する。1967年に東京教育大学大学院文学研究科日本史学専攻修士課程を修了。東京都公文書館主任調査員を経て、成城大学文芸学部文化史学科教授に就任する。江戸時代を中心に主に近世庶民文化を研究した。2009年に成城大学名誉教授となる。また、成城大学民俗学研究所所長、歴史学会会長を務めたほか、千代田区、港区、墨田区、江東区などの文化財保護審議会委員を歴任した。
2012年3月22日、肺がんのために死去。73歳没。

## 著書

### 単著
- 『江戸の情報屋』日本放送出版協会、1978年
- 『江戸の町役人』吉川弘文館、1980年（江戸選書4）/2007年（歴史文化セレクション）
- 『落書というメディア』教育出版、1999年
- 『江戸の銭と庶民の暮らし』同成社、2003年

### 共編著
- 『江戸時代図誌 4 』赤井達郎、西山松之助ほか、筑摩書房、1975
- 『深川文化史の研究』高田衛ほか、東京都江東区総務部広報課 、1987年
- 『江戸東京年表』大浜徹也ほか、小学館、1993年/増補版、2003年
- 『幕藩制支配と地域動向』森安彦ほか、文献出版、1996年
- 『江戸の街並み景観復元図』竹原誠、内外地図、2004年

### 監修
- 『目で見る江東区の100年』郷土出版社、2003年